# Elatostema lonchophyllum
Elatostema lonchophyllum är en nässelväxtart som beskrevs av H. Schröter. Elatostema lonchophyllum ingår i släktet Elatostema och familjen nässelväxter. Inga underarter finns listade i Catalogue of Life.